# Vámosy Mihály
Vámosy Mihály, Vámossy (Szarvas, 1811. október 8. – Orosháza, 1860. november 18.) orvosdoktor.

## Élete
Szarvasi (Békés megye) származású; 1828-29-ben a humaniórák tanulója volt Nagyváradon. Később Orosháza rendes orvosaként tevékenykedett. Részt vett az 1848. április 4-én az orosházi evangélikus templomban tartott népgyűlésen mint alelnök.
Cikkei a Társalkodóban (1839. A víz és Prisztnitz); a Magyar orvos-sebészi Évkönyvben (1844. Néhány kitűnőbb vonás vidéki orvosi gyakorlatunkból és levelezés Orosházáról).

## Munkái
- Ode honoribus adm. Rev. Dni Caroli Gasparides... in grati animi contestationem a M. V. ubi metam curriculi gymnici attigisset reverenter dicata. M. Varadini, 1828.
- Hálatemjén, mellyel Ft. Sipos József urnak... betses név-ünnepe alkalmával áldozott. Uo. (1829. Költemény)
- Tölgykoszorú, mellyet Nagy Pál úrnak név-ünnepe alkalmára mint buzgó tanítványi, a bölcselkedés hallgatói V. M. danlása közben fűztek. Uo. év n.
- A betegségek okairól. Pest, 1836. (Orvostudori értekezés. Latin czímmel is).